# Atacul cesiumiștilor
Atacul cesiumiștilor este un roman științifico-fantastic scris de autorul român Sergiu Fărcășan. A fost publicat prima dată în 1963 la Editura Tineretului.

## Vezi și
- 1963 în științifico-fantastic
- Listă de romane românești științifico-fantastice